# Gynoplistia (Gynoplistia) bucera
Gynoplistia (Gynoplistia) bucera is een tweevleugelige uit de familie steltmuggen (Limoniidae). De soort komt voor in het Australaziatisch gebied.